# アルバロ・セルベラ
アルバロ・セルベラ・ディアス（Álvaro Cervera Díaz , 1965年9月20日 - ）は、スペインの元サッカー選手。現指導者。スペイン領ギニア (現：赤道ギニア)出身。

## 来歴

### 選手時代
1984年にラシン・サンタンデールのトップチームに昇格。同年9月9日のレアル・バリャドリード戦でプロデビュー。以降出場機会を増やすも、1986-87シーズンはラ・リーガ17位で終了。降格プレーオフにも敗れ、2部リーグに降格。
1987年夏にRCDマジョルカに移籍。加入1年目の1987-88シーズンはリーガ18位に終わり、2部降格。その後1年ディビシオンリーガ復帰を果たし、以降中心選手として活躍するも、1991-92シーズンは最下位に終わり、三度2部リーグ降格を味わった。
1992年夏にバレンシアCFに移籍し、中心選手として活躍。1995年にラシン・サンタンデールに復帰し、2年間プレー。以降はエルクレスCFなど下部リーグを渡り歩き、2001年に引退した。

### スペイン代表
1991年9月にスペイン代表に初招集。4日のウルグアイ戦で後半途中にヨン・アンドニ・ゴイコエチェアとの交代で代表初出場。計4試合に出場した。

### 監督歴
現在引退後、カタロハCFのアシスタントコーチで指導者業を開始。以降アリカンテCFやクルトゥラル・レオネサなどの下部リーグの監督を務める。2011-12シーズンは、シーズン途中からラシン・サンタンデールの監督を務めるも、それまでの悪い流れを変えることは出来ず、最下位で終え退任。
2012年7月3日、カンテラ時代を過ごしたCDテネリフェの監督に就任。2012-13シーズンはセグンダ・ディビシオンB (3部リーグ)で優勝し、2部リーグ復帰に導く。2013-14シーズンは11位で終了。翌2014-15シーズンは低迷し、2015年2月に辞任した。
2016年4月18日、カディスCFの監督に就任。途中就任した2015-16シーズンは3部リーグディビシオン4位で終了。昇格プレーオフも制して2部リーグ復帰に導く。以降中位に定着し、2019-20シーズンは2位で終え、2005-06シーズン以来のリーガ復帰に導いた。
2020年10月17日のレアル・マドリード戦で、敵地で1-0の完封勝利を演じ、更に12月5日のFCバルセロナ戦でも2-1のアップセットを演じ、本拠地エスタディオ・ラモン・デ・カランサに2005-06シーズン以来のラ・リーガ勝利をもたらした。2020-21シーズンは13位で終え、リーガ残留に導く。しかし、2021-22シーズンは開幕から下位に低迷し、2022年1月11日に解任された。
2022年10月18日、レアル・オビエドの監督に就任した。2023年9月23日、成績不振によって解任された。